# Francuscia
Francuscia es un género de foraminífero bentónico de la subfamilia Polymorphininae, de la familia Polymorphinidae, de la superfamilia Polymorphinoidea, del suborden Lagenina y del orden Lagenida. Su especie-tipo es Francuscia cernuata. Su rango cronoestratigráfico abarca el Holoceno.

## Discusión
Clasificaciones previas incluían Francuscia en la superfamilia Nodosarioidea.

## Clasificación
Francuscia incluye a las siguientes especies:
- Francuscia cernuata
- Francuscia extensa